# Enterprise (hrabstwo Morgan)
Enterprise – jednostka osadnicza w Stanach Zjednoczonych, w stanie Utah, w hrabstwie Morgan.